# 虎への道
『虎への道』（とらへのみち）は、1987年にカプコンより発売されたアーケード用アクションゲーム。日本国外では『Tiger Road』のタイトルで稼働された。
後に欧州ではAmiga、Amstrad CPC、Atari ST、コモドール64、PC/AT互換機、ZX Spectrumに移植された他、日本国内および北米ではPCエンジンに大幅にアレンジされた形で移植された。
その他、PlayStation 2およびXbox用ソフト『Capcom Classics Collection Vol. 2』（2006年）にアーケード版が収録された。

## ゲーム内容

### システム
5面構成2周エンド。プレイヤーは主人公「リー・ウォン」を8方向レバーと2つのボタンで操作し、さらわれた子供たちを救い出し、天下を狙う龍拳王を倒すのが目的である。左ボタンは武器、右ボタンはジャンプに使用する。ジャンプボタンは、長く押していると高く飛べる。ただし、「天女の衣」を使うシーンでは、ジャンプボタンは使用しない。
バイタリティー制とストック制の併用だが、落とし穴や吊天井といった一撃死のトラップもある。初期状態でバイタリティーは20ゲージ与えられ、1面終了後の修行をクリアすることにより最大値が4増加する。
修行は各ステージをクリアした後で受けられ、滝から流れ落ちる流木をかわしたり、丸太を渡ったり、またあるときは50人の修行僧を相手に戦うなどして、鍛錬を受ける。修行途中で命を落としてもミスにはならない。またステージ2終了後の修行に成功すると、虎の形をした気功弾を撃つ「虎気功（とらきこう）」という技が使用可能となる。

### アイテム

#### 武器アイテム
武器アイテムは、Pow（パウ）を取ることで飛距離がアップする。蛇棍、槍、鎖鎌はゲーム中に出てくる武器箱を壊して手に入れるが、虎気功だけは修行を積んでいないと手に入らない。
蛇棍（だこん）
ヘビのような動きの武器。広いリーチを持ち遠くの敵に対して有効だが、連射性能に劣り、攻撃に失敗すると戻ってくるまでに時間がかかる。
槍
素早く突き刺すことができるので連射に優れるが、リーチが狭く、鎖鎌より攻撃距離が短い。
鎖鎌（くさりがま）
楕円を描いて飛ぶ鉄斧。頭上の攻撃に対して有効だが、飛距離が短いため遠くの敵は倒せない。パワーアップすると背後にも攻撃ができる。
虎気功（とらきこう）
繰り出す気功が猛虎と化し、敵を瞬間に倒す最強の武器。ただし、これを使うためには修行を積み、鍛錬しなければならない。また、敵の攻撃でライフが一定以下になると、普通の武器に戻ってしまう。

#### 攻撃補助アイテム
Pow（パウ）
プレイヤーの武器の飛距離がアップする。
巻物
画面内の敵に1発分のダメージを与える。
水晶玉
一定時間（5秒間）無敵となる。ただし、画面をスクロールさせると効果は無くなる。
止（ストップ）
一定時間（3秒間）敵の動きを止める。

#### その他のアイテム
赤ひょうたん
プレイヤーのライフ（バイタリティー）が満タンまで回復する。
青ひょうたん
プレイヤーのライフ（バイタリティー）が、現時点残量の2分の1が回復する。
逆さひょうたん（黄）
青ひょうたんの逆の効果。ライフ（バイタリティー）が2分の1に減る。
仏像・大入り袋
得点アイテム。大入袋は200点、金仏像は500点入る。
壷（つぼ）・阿修羅像
各種アイテムが隠されている。壷は2発で壊れる。

## 設定

### ストーリー
王林寺拳法。それは中国の長い歴史の中で現れた数多くの武術の中でも最強といわれる拳法である。特に武器を使う武術ではこれ以上のものはないといわれるくらいである。そこの若き武術の達人“李王（リー・ウォン）”は、王林寺きっての武器の使い手であった。
彼は己のワザにみがきをかける為の旅の途中、王林寺が何者かに襲撃を受け、門下生は全滅、老師も瀕死の重傷を受けてしまったというウワサを聞き、急いで王林寺に帰った。彼の目の前に広がるのは無惨に荒れ果てた王林寺の姿だった。
彼は老師に会い、事のいきさつを聞いた。老師の話によると、李王が旅に出た後、龍拳王（りゅうけんおう）という拳法の使い手が町や村を襲い、子供たちを次々と誘拐していくという事件が起った。天下を狙う龍拳王は、子供たちを邪悪な心に洗脳し、暗黒の戦士に仕立てることを企んだのである。これを聞いた王林寺拳法の使い手達は子供達を助け出す為に、龍王に立ち向かったが、彼の支配下の四天王にことごとく倒されてしまった。そしてついには龍拳王自ら王林寺に現れ、老師も打ち破り、王林寺の秘伝の書である“虎気功の巻物”を持ち去ったという。
「もうお前しかおらん、李王。お前なら王林寺拳法の究極奥義“双頭虎気功”を使えるじゃろう。それを使えばきっと龍拳王に勝てる。しかし双頭虎気功をつかう為には秘伝の書を全て取り返さねばならぬ。行け、李王、龍拳王をみごと倒し、子供達を助け出すのじゃ」。王林寺の老師は、李王に龍拳王を倒して、さらわれた子供たちを救い出すよう命じた。
李王は、老師より空を自在に飛べる天女の衣と武器を授かり、龍拳王を倒しに単身敵地に乗り込む事になった。しかし、龍牙堂へ行くためには、龍拳王の配下で4つの場所をそれぞれ任されている四天王をすべて倒さなければならない。はたして彼は見事龍王を倒し、子供たちを助け出す事が出来るのであろうか。

### ステージ構成
各ステージは、さらに細かいエリアで区切られており、そのエリアごとに時間制限がある。エリアの数は、ステージ1からステージ3までが各8エリア、ステージ4が18エリア、ステージ5が2エリアで、合計44エリアある。
ステージ1「巨漢 不動」
ステージ2「幽霊坊 空怪」
ステージ3「猿化 悟空」
ステージ4「双肩 ブロス」
ステージ5「帝王 龍拳」

## 敵キャラクター

### 雑魚キャラクター
長剣男
剣による攻撃を行う。
ヤリ男
槍を投げつけて攻撃する。
ケンボー男
空中殺法を得意とする。
キョン
体当たりで攻撃するキョンシー。
アドバルーン男
体を膨らませ、空中を漂う。
ヨロイ男
ノコギリで攻撃する。
忍者
凧に乗りながら手裏剣で攻撃する。
吸血コーモリ
血を吸いにくる。
吸引ドクロ
プレイヤーを吸い寄せ食べようとする。
魚人
水の中に潜み、プレイヤーを引きずり込もうとする。
空怪
空中を飛び、プレイヤーの生気を吸い取ろうとする。

### ボスキャラクター
野獣ガイラ
1面の中ボス。獣人のような姿の大男。
巨漢不動
1面ボス。ボディプレスを得意技とする巨人。
魔像アシュラ
2面の中ボス。6本の腕に持った武器で攻撃する動く金色の像。
幽霊坊 空怪
2面ボス。左手に頭蓋を持った外法の僧侶。
鷹使いレイ
3面の中ボス。ペットの鷹とコンビネーションを組んで襲い掛かる。
猿化悟空
3面ボス。剣を振り回しながら、短刀を投げつけてくる怪人。
丸鉄
4面の中ボス。鉄球を投げる禿頭の大男。
双肩ブロス
4面ボス。両手に青龍刀を持った2人組の大男。
龍拳王
ラストボス。「龍気功」という龍の形をした飛び道具を使う。

## 移植版
| No. | タイトル                                                  | 発売日                       | 対応機種                                                        | 開発元                       | 発売元           | メディア           | 型式                       | 売上本数 | 備考               |
| --- | --------------------------------------------------------- | ---------------------------- | --------------------------------------------------------------- | ---------------------------- | ---------------- | ------------------ | -------------------------- | -------- | ------------------ |
| 1   | Tiger Road                                                | 1989年                       | Amiga Amstrad CPC Atari ST コモドール64 PC/AT互換機 ZX Spectrum | Probe Software               | GO!              | フロッピーディスク | -                          | -        |                    |
| 2   | 虎への道                                                  | 1990年2月23日 1990年         | PCエンジン                                                      | アドバンスコミュニケーション | ビクター音楽産業 | 3メガビットHuCARD  | JC63004 TGX030044          | -        | アレンジ移植       |
| 3   | Capcom Classics Collection Vol. 2                         | 2006年11月24日 2007年4月13日 | PlayStation 2 Xbox                                              | Digital Eclipse              | カプコン         | DVD-ROM            | PS2: SLUS-21473 SLES-54561 | -        | アーケード版の移植 |
| 4   | カプコンアーケード2ndスタジアム Capcom Arcade 2nd Stadium | 2022年7月22日                | Nintendo Switch PlayStation 4 Xbox One PC(Steam)                | カプコン                     | カプコン         | ダウンロード       | -                          | -        | アーケード版の移植 |

PCエンジン版
アーケードの移植作品であるが、グラフィックが大幅に改編され、面構成やBGMや修行内容などなど…ほぼ別物に変更されている。アクションゲームであるがバックアップメモリに対応しており使用時は無制限に継続プレイが可能となる。

## スタッフ
アーケード版
- ディレクター、マテリアル・アーツ・ガイダンス：LEE WONG
- 企画、ディレクター：LEE WONG、SHIN WONG（藤原得郎）
- スペシャル・エフェクト：CHAN YUKI、TOM YANG、MAH SHING（篠原雅嗣）
- アート・エキスパート：RYU KYU、EI SHOW、PONG TAKE
- アート・ステージハンド：WODY RING、CHAN SADA、CHAN LEE、KOH ELLIY、MOH RING、ZIGGY YOE（さかもとようこ）、KOU EMY
- ステージハンド：JI SHING
- サウンド・エフェクト：HERO YOE（河本圭代）、MIE HARU（藤田晴美）
- スペシャル・サンクス：JACKY CHEN

PCエンジン版
- プログラム：露木徹、たかはしきよひと、くろさわなおひさ、ちくだやすひろ、藤沢昇
- デザイン：なかざとなおよし、粕谷小百合、羽毛田玲子
- サウンド：笠井治、原田昌亮、なかやましんじ
- エグゼクティブ・プロデューサー：本多慧
- プロデューサー：小森治信
- ディレクター：吉岡賢
- ゲーム・ディレクター：笠倉堅之
- セールス：新井克巳、下田竜矢
- プロモーター：南幸樹
- パッケージイラスト：粕谷小百合
- マニュアル：PAGE 1、松岡恵津子
- スペシャル・サンクス：みやざきひろし、西村尚司、ふじのまさはる、まつおかえいじ
- 企画：わちたかし

## 評価
アーケード版
1991年に刊行されたゲーメストムック『ザ・ベストゲーム』の紹介文では、「子供たちをさらった龍拳王を倒すため坊さんが戦うアクションゲーム。グラフィックは最高だが、ジャンプの空中制御ができず難しい」とグラフィックに関しては肯定的だが、操作性に関して否定的な評価が下されている。
PCエンジン版
ゲーム誌『ファミコン通信』のクロスレビューでは6・6・7・4の合計23点（満40点）、『月刊PCエンジン』では80・80・70・75・70の平均75点、『マル勝PCエンジン』では5・5・6・6の合計22点（満40点）、『PC Engine FAN』の読者投票による「ゲーム通信簿」での評価は以下の通りとなっており、20.34点（30点満点）となっている。また、この得点はPCエンジン全ソフトの中で315位（485本中、1993年時点）となっている。同雑誌1993年10月号特別付録の「PCエンジンオールカタログ'93」では「難易度がかなり高めで、かなりの腕が要求されるゲーム」と紹介されている。
| 項目 | キャラクタ | 音楽 | 操作性 | 熱中度 | お買得度 | オリジナリティ | 総合  |
| 得点 | 3.58       | 3.26 | 3.54   | 3.60   | 3.14     | 3.23           | 20.34 |